# Rondeletia pedicellaris
Rondeletia pedicellaris là một loài thực vật có hoa trong họ Thiến thảo. Loài này được C.Wright miêu tả khoa học đầu tiên năm 1869.